# Polotitlán
Polotitlán de la Ilustración es una localidad mexicana, está situada en el Municipio de Polotitlán, en el Estado de México. Tiene 2819 habitantes. Polotitlán de la Ilustración está a 2300 msnm.
En la localidad hay 1320 hombres y 1499 mujeres. La relación mujeres/hombres es de 1136. La ratio de fecundidad de la población femenina es de 2,37 hijos por mujer. El porcentaje de analfabetismo entre los adultos es del 2,52% (2.12% en los hombres y 2,87% en las mujeres) y el grado de escolaridad es de 8,74 (8,85 en hombres y 8,66 en mujeres).
En Polotitlán de la Ilustración el 0,11% de los adultos habla alguna lengua indígena. En la localidad se encuentran 712 viviendas, de las cuales el 5,36% disponen de una computadora. Es un municipio del estado de México con características de tipo rural.
Polotitlán se localiza a 12,5 km al norte de Toluca por la carretera federal No. 55. 
Saliendo de la Ciudad de México se llega por la autopista a Querétaro con un recorrido de 121 km, Su clima es templado.
Fue declarado Pueblo con Encanto por el Gobierno del Estado de México, el día 31 de marzo del 2023.

## Toponimia
Su nombre significa "pueblo fundado por la familia Polo", personajes oriundos de este lugar que conformaron un grupo insurgente muy importante comandado por el coronel José Rafael Polo. Le dio su nombre mexicanizándolo con la proposición "Titlán", que en Náhuatl significa "donde se encuentran, por lo tanto, POLOTITLAN se entiende lugar donde se encuentra los Polos. La Enciclopedia de Municipios y Delegaciones agregaː Se distinguieron desde la Colonia por su acción rural y se destacaron finalmente, por haber gestionado de su peculio la erección del pueblo que hoy lleva su nombre.
Se comenta que el nombre de la Ilustración, fue puesto por Venustiano Carranza, en una de las giras que fue realizada a la región y que al ser recibido, por los habitantes de Polotitlán, en ese momento, los que asistieron al recibimiento, eran personas que contaban con estudios profesionales y a Venustiano Carranza le llamó la atención, ya que de los lugares que había visitado anteriormente de esa gira, mencionó el, que no se había encontrado con tanto profesional y de ahí mencionó que era un pueblo Ilustre y desde entonces, se le conoce como Polotitlán de la Ilustración.

## Historia
Está impregnado de historia nacional: en 1842 el poeta y escritor Guillermo Prieto por estas tierras y en sus memorias dejó plasmada su impresión. 
...era apenas un punto de remuda de la diligencia -entre Arroyozarco y San Juan del Río-, consistente en un corral de trancas y un cuartucho de tablas a la entrada del espacioso y magnífico llano del Cazadero... Al amor al lucro, se agolpaban al jacal vendedores y traficantes, fue el paraje de arrieros y luego el pueblo de gente feliz y laboriosa.
El 21 de octubre de 1878 por decreto, la cabecera del municipio fue elevada a la categoría de Villa con el apelativo de "Polotitlán de la Ilustración ", el general Porfirio Díaz fue ya el primero en llamarlo así, cuando estuvo en 1876.
Por ese entonces Polotitlán se convirtió en una población hospitalaria que trascendió con la visita de ilustres personajes de talla de Vicente Riva Palacio y el General José Vicente Villada.
Polotitlán es reconocido por su trayectoria a través de la historia: los Mexicas, en el siglo XII, en su peregrinar hacia Tenochtitlán se establecieron en un lugar llamado Acahualcingo, próximo a la ranchería de Polotitlán. Entre los años de 1563 y 1594 se establecen las primeras encomiendas, siendo beneficiados Juan Ramírez, Alonso de Hinojosa, Diego de Balza y Juan García, en 1734 llega a la población, Juan Ruiz Polo, originario de Oviedo, cuyos descendientes, años más tarde, darían renombre a la población. Algunos miembros de la familia Polo figuraron como jefes durante la lucha por la independencia, en 1810, entre estos, el que más sobresalió fue el coronel José Rafael Polo, comandante en jefe de las fuerzas Insurgentes que operaban en Nado. Al terminar la lucha de liberación, ya como Comisariado Municipal, José Felipe Polo, en 1851, después de interminables gestiones logra que el Congreso Constitucional del Estado de México decrete, el 10 de mayo de 1852, la erección en pueblo de la ranchería de San Antonio Polotitlán. En 1860, el General Ignacio Zaragoza organiza en Polotitlán a las fuerzas liberales, que decidirían, en la batalla de Calpulalpan, la derrota definitiva del Partido Conservador. Debido al gran desarrollo que logró el pueblo, el Congreso del Estado lo eleva a la categoría de Municipalidad, según decreto número 124 de fecha 27 de septiembre de 1875.
El 1° de octubre de 1878, por decreto se le otorga a la Cabecera Municipal el rango de Villa, agregándole al nombre de Polotitlán el calificativo "de la Ilustración" debido a sus condiciones de moralidad, cultura y amor al trabajo.
En el centro de Polotitlán sobresale un quiosco de estilo porfiriano coronado por una torrecilla con un singular reloj de cuatro caras; adjunto a éste se encuentra el monumento de coronel José Rafael Polo. 
Hay una extensa galería con portales, en la que aún se conservan restos de la antigua arquería del mesón donde paraban en el siglo pasado las diligencias que llegaban del interior. Su cercanía con el estado de Querétaro lo convierten en un importante centro de comunicación interestatal.

## Fiestas tradicionales
La más importante se lleva a cabo en la parroquia de San Antonio, construcción del siglo XIX. Aquí se celebra con gran júbilo al santo patrono el 13 de junio, destacan los rodeos y charreadas de gran colorido.

### Tíanguis
Se celebra el día domingo, es muy concurrido tanto por los lugareños como por gente proveniente del estado de Querétaro.

#### Feria del Queso y Crema
Una de las principales características de Polotitlán son sus deliciosos quesos, por ello, se creó un espacio para la convergencia de productores lácteos y consumidores, tanto locales como foráneos, que incentiva el intercambio cultural y gastronómico de distintas regiones, y que ofrece, además de la degustación y venta directa de productos lácteos en los stands de la Feria, la adquisición de variados productos típicos de la gastronomía de la zona, impulsando el crecimiento de los pequeños productores y empresas, y funcionando como plataforma de desarrollo económico y turístico, ambientado por eventos artísticos y culturales.

## Gastronomía
Por ser una importante lechera sus principales productos son los derivados de la leche: quesos, mantequilla y crema.

## Población y actividades económicas generales
Polotitlán se ubica en la parte norte del Estado de México y limita geográficamente al norte con los Estados de Hidalgo y Querétaro, al sur con el municipio de Aculco, al este con el Estado de Hidalgo y el municipio de Jilotepec y al oeste con el Estado de Querétaro y el municipio de Aculco.
El municipio tiene 132,8 km², con una densidad de población de 73 hab./km².
Su clima se ha caracterizado por ser de tipo templado semiseco, con temperaturas extremas y precipitación escasa.
La población de Polotitlán, en 1980, era de 9250 habitantes, mientras que para 1990 se registraron 9,714 en 1995 alcanza la suma de 10 525 habitantes. La tasa de crecimiento anual de la década de 1970 - 1980 era del 4,73% que comparada con la de la década de 1980 - 1990 de apenas 0,49%, Situación que refleja una drástica disminución en la tasa de crecimiento poblacional, modificando el perfil demográfico quizás hacia una tendencia de estabilización.